# Stefan Tomović
Stefan Tomović (in serbo Стефан Томовић?; Kruševac, 14 ottobre 2001) è un calciatore serbo, attaccante dello Spartak Subotica.

## Carriera
Acquistato dal Proleter Novi Sad, debutta fra i professionisti il 7 febbraio 2021 in occasione dell'incontro di Superliga perso 1-0 contro il Rad Belgrado.

## Statistiche
Statistiche aggiornate al 14 agosto 2022.

### Presenze e reti nei club
| Stagione                 | Squadra                  | Campionato               | Campionato | Campionato | Coppe nazionali | Coppe nazionali | Coppe nazionali | Coppe continentali | Coppe continentali | Coppe continentali | Altre coppe | Altre coppe | Altre coppe | Totale | Totale | Totale |
| Stagione                 | Squadra                  | Comp                     | Pres       | Reti       | Comp            | Pres            | Reti            | Comp               | Pres               | Reti               | Comp        | Pres        | Reti        | Pres   | Reti   |        |
| ------------------------ | ------------------------ | ------------------------ | ---------- | ---------- | --------------- | --------------- | --------------- | ------------------ | ------------------ | ------------------ | ----------- | ----------- | ----------- | ------ | ------ | ------ |
| gen.-giu. 2021           | Proleter Novi Sad        | SL                       | 18         | 3          | CS              | -               | -               |                    | -                  | -                  |             | -           | -           | 18     | 3      |        |
| 2021-2022                | Proleter Novi Sad        | SL                       | 26         | 8          | CS              | 1               | 0               |                    | -                  | -                  |             | -           | -           | 27     | 8      |        |
| Totale Proleter Novi Sad | Totale Proleter Novi Sad | Totale Proleter Novi Sad | 45         | 11         |                 | 1               | 0               |                    | -                  | -                  |             | -           | -           | 46     | 11     |        |
| 2022-2023                | Čukarički                | SL                       | 2          | 0          | CS              | 0               | 0               |                    | -                  | -                  |             | -           | -           | 2      | 0      |        |
| Totale carriera          | Totale carriera          | Totale carriera          | 47         | 11         |                 | 1               | 0               |                    | -                  | -                  |             | -           | -           | 48     | 11     |        |